# 上思耳草
上思耳草（学名：Hedyotis longiexserta）为茜草科耳草属下的一个种。